# علی بن حامد کوفی
علی بن حامد کوفی (زادهٔ ۵۵۵ قمری در کوفه) شاعر پارسی‌گوی ایرانی است که در قرن هفتم هجری به سند آمد و سکنی گزید.

## زبان فارسی در سند
با انقراض دودمان برهمنان و پس از استقرار عرب (۹۲ ه. ق) طبعاً زبان فاتحین به‌تدریج در سند رواج یافت، ولی چگونه و در چه تاریخ زبان فارسی جانشین زبان عربی گردیده‌است، هنوز هم بر ما روشن نیست. بعضی از نویسندگان معتقدند که زبان فارسی با سپاهیان عرب به سند آمد زیرا قسمت عمدهٔ سپاه محمد بن قاسم که در شیراز فراهم آمد از جنگجویان ایرانی تشکیل یافته بود. برخی دیگر بر این عقیده‌اند که زبان فارسی در اواسط سدهٔ سوم هجری در سند انتشار یافت زیرا یعقوب لیث که در آن هنگام در سند سلطه و نفوذی داشت زبان عربی نمی‌دانست و در اشاعهٔ زبان و ادب فارسی تعصب شدیدی داشت. بنا به نوشتهٔ دو جغرافیدان معروف عرب قرن چهارم هجری، ابن حوقل و محمد مقدسی، مردم سند در آن تاریخ به زبان‌های مادری و عربی تکلم می‌کرده‌اند. بنابراین به احتمال قوی زبان فارسی هم در آنجا رواج داشته به سند راه یافته‌است. به هر حال، چون مدرک تاریخی در دست نیست نمی‌توان به طور قطع در این باره اظهار نظر کرد. حتی در دوره‌ای که قسمتی از سند تحت حکمفرمایی ناصرالدین قباچه بود (در سال ۶۲۵ هجری در آب غرقه شد) یا هنگامی که سند از طرف علاءالدین خلجی (۶۹۵-۷۱۵ ه. ق.) مورد حمله قرار گرفت. هیچ‌گونه اطلاعات صحیحی دربارهٔ چگونگی زبان و ادب فارسی در سند در دست نداریم.
ما فقط در تاریخ به نام دو شاعر خارجی برمی‌خوریم که در قرن هفتم هجری به سند آمدند و در آنجا اقامت گزیدند؛ یکی از آنان علی بن حامد کوفی است و دیگری عثمان مروندی.

## زندگی
چون علی‌بن حامد کوفی هنگام ترجمهٔ چچ‌نامه در ۶۱۳، ۵۸ ساله بوده، احتمالاً حدود ۵۵۵ متولد شده‌است. خاندان وی، چنان‌که نسبتش به کوفی نشان می‌دهد، اصالتاً اهل کوفه بودند و علی‌بن حامد هم در آن‌جا به دنیا آمد و پرورش یافت. وی اوایل عمرش را در زادگاهش در «فراغت و نعمت» گذراند. در دههٔ نخست سدهٔ هفتم، هنگامی که حدود پنجاه سال داشت، به سبب حوادث ناگوار، وطن را ترک کرد و به سند رفت و در ابتدای فرمانروایی ناصرالدین قُباچه (حک:۶۰۲-۶۲۴) در شهر اُچ، پایتخت وی، سکنی گزید. علی‌بن حامد نزد شرف‌الملک رضی‌الدین ابوبکربن محمد اشعری، وزیر ناصرالدین قُباچه، تقرب یافت و تا وی زنده بود، در حمایت او زندگی کرد. با درگذشت شرف‌الملک و به وزارت رسیدن پسرش، عین‌الملک فخرالدین حسین اشعری، اوضاع علی‌بن حامد به سبب رقابت و ستیزهٔ حاسدان دگرگون شد و با سختی مواجه گردید. از این‌رو، در ۶۱۳ کارهایی را که در دست داشت رها کرد و به مطالعه پرداخت. وی در اندیشهٔ تألیف کتابی دربارهٔ فتح سند به دست مسلمانان، از اُچ به شهرهای اَرور و بَکَّر (بَهکَر) رفت. او با مولانا قاضی اسماعیل‌بن علی‌بن محمد ثقفی، از بازماندگان محمدبن قاسم ثقفی (فاتح سند، متوفی ح ۹۸)، ملاقات کرد و ثقفی کتابی به عربی دربارهٔ فتح هند و بلاد سند به علی‌بن حامد نشان داد. این کتاب به خط یکی از اجداد ثقفی رونویسی یا تألیف شده بود. علی‌بن حامد این کتاب را از عربی به فارسی ترجمه کرد و به عین‌الملک فخرالدین، وزیر ناصرالدین قباچه، تقدیم نمود.
ظاهراً علی‌بن حامد بار دیگر به اُچ رفته تا کتاب خود را به وزیر تقدیم کند و گویا چندی در آن‌جا مانده‌است. بنا بر پاره‌ای قراین، وی به ارور بازگشت و باقی عمر را تحت حمایت قاضیان آن‌جا به تألیف گذراند و در همان‌جا وفات یافت. سیدمحب‌اللّه بَکَّری در تاریخ سند، به‌جز چچ‌نامه از آثار دیگر کوفی، از جمله ترجمهٔ تنقیح الاسناد فی تشریح الامصار و البلاد و تألیف کتاب الانساب، یاد کرده، اما نام کوفی را به اشتباه علی‌بن ابراهیم نوشته‌است.

## آثار
علی بن حامد کوفی قدیمی‌ترین تاریخ موجود سند یعنی «منهاج‌الدین و الملک» را در سال ۶۱۳ ه. ق. به فارسی ترجمه کرد و نام آن را «چچنامه» نهاد. در این کتاب علی، برخی از اشعار خود را آورده که بیشتر در مدح ناصرالدین قباچه سروده‌است. وی ظاهراً پیشاهنگ شاعران فارسی‌زبان در سند است.
چچ‌نامه از نمونه‌های بسیار لطیف نثر پارسی است و اثر ترجمه از عربی به فارسی در آن آشکار است، ولی این امر به شیوهٔ پارسی‌گویی مترجم آسیبی نرسانده‌است. در دیباچهٔ کتاب، لغات و ترکیبات عربی بیشتری به کار رفته‌است، اما متن کتاب، همچون دیگر آثار پارسی قرن ششم، نثری ساده و روان، با جمله‌های کوتاه و استوار دارد. کاربرد آرایه‌های ادبی در این ترجمه محدود است، به‌طوری که معنا فدای لفظ نشده‌است. علی‌بن حامد کوفی که در نظم فارسی توانایی داشته، پاره‌ای ابیات خود را در چچ‌نامه درج کرده‌است.

## نمونه شعر
| خسروا ملک بر تو خرم باد   |  | کل گیتی تو را مسلم باد    |
| از تو آباد ظلم ویران شد   |  | به تو بنیاد عدل محکم باد  |
| خطبه تعظیم یافت از نامت   |  | همچنین سال و مه معظم باد  |
| وانچه در ملک جم نبود، ترا |  | همه زیر نگین مختم باد     |
| چتر میمون و همت عالیت     |  | سایه دار سپهر اعظم باد    |
| هر دلی کز تو حال عصیانست  |  | همه کارش چو زلف در هم باد |
| تا کم و بیش در شمار آید   |  | دوستت بیش و دشمنت کم باد  |
| به یمینت چو ملک داد یسار  |  | یسار تو خاتم جم باد       |

## پی‌نوشت
1. ↑  سدارنگانی، پارسی‌گویان هند و سند.
2. ↑  پروفسور غنی، Pre-Mughel Persian in Hindustan، ص۶۰
3. ↑  عرب و هند تعلقات، تألیف سیدسلیمان ندوی (ص۳۳۱ و ۳۴۸) خیلی عجیب است که مؤلف «Gzaetteer of the Province of sind» (ج۱۰، ص۹۱) وایلیوت «The Cambridge history of India» (ج۱، ص۲۹) می‌نویسد که در سال ۹۵۱ ه. ق. یعنی زمانی که استخری از سند مسافرت نمود مردم سند به زبان‌های فارسی و سندی سخن می‌گفتند
4. ↑  سدارنگانی، پارسی‌گویان هند و سند.
5. ↑  سدارنگانی، پارسی‌گویان هند و سند.
6. ↑  کوفی، فتحنامهٔ سند، ۶، مقدمهٔ بلوچ، ص «یه».
7. ↑  کوفی، فتحنامهٔ سند، ص ۵، مقدمهٔ بلوچ، ص «یو».
8. ↑  صفا، تاریخ ادبیات در ایران و...، ۳، بخش۲:‎ ۱۱۶۶.
9. ↑  کوفی، فتحنامهٔ سند، ص ۵-۹، ۱۹۰-۱۹۱، مقدمهٔ بلوچ، ص «یو».
10. ↑  قانع، تحفه الکرام، ج۳، بخش۱، ص۹-۱۰.
11. ↑  صفا، تاریخ ادبیات در ایران و...، ۳، بخش۲:‎ ۱۱۶۶.
12. ↑  Storey, Persian literature..., 1, pt.1:‎ 650.
13. ↑  کوفی، فتحنامهٔ سند، مقدمهٔ بلوچ، ص «یز».
14. ↑  کوفی، فتحنامهٔ سند، مقدمهٔ بلوچ، ص «یز-یح».
15. ↑  سدارنگانی، پارسی‌گویان هند و سند.
16. ↑  اصغر، تاریخ‌نویسی فارسی در هند و پاکستان، ۹.
17. ↑  صفا، تاریخ ادبیات در ایران و...، ۳، بخش۲:‎ ۱۱۶۷.
18. ↑  اصغر، تاریخ‌نویسی فارسی در هند و پاکستان، ۹.
19. ↑  د. ایرانیکا، همانجاها.
20. ↑  کوفی، فتحنامهٔ سند، ۲، ۵، ۹، ۱۴، ۱۵، ۱۹، ۱۷۴، ۱۷۶.
21. ↑  سدارنگانی، پارسی‌گویان هند و سند.